# Turtkul
Turtkul (in karakalpak Toʻrtkuʻl; in uzbeco Toʻrtkoʻl; in russo Турткуль) è una città di 52.701 abitanti, capoluogo del distretto di Turtkul nella repubblica autonoma del Karakalpakstan, in Uzbekistan. Si trova a circa 3 km dall'Amu Darya, e dista circa 30 km da Beruniy.

## Storia
La città è stata fondata nel 1873 e prima del 1920 era conosciuta come Petroaleksandrovsk (in russo: Петро-Александровск); nel 1932 fu rinominata Turtkul (dal turco törktkül che significa "piazza"). Tra il 1932 e il 1939 è stata la capitale della neo-formata repubblica del Karakalpakstan, ma a causa di inondazioni e danni causati dall'Amu Darya fu necessario spostare la capitale a Nukus. Nel 1942 Turtkul subì una disastrosa inondazione e nel 1949 fu spostata.